# Rue Émilio-Castelar
La rue Émilio-Castelar est une voie située dans le quartier des Quinze-Vingts du 12e arrondissement de Paris.

## Situation et accès
La rue Émilio-Castelar est orientée globalement ouest-est. Elle débute à l'ouest au niveau des 42, rue Traversière et 85 bis, rue de Charenton et se termine 177 m à l'est au 9 bis, rue de Cotte.
Outre ces voies, la rue Émilio-Castelar est rejointe ou traversée par plusieurs rues ; d'ouest en est :
- nos 7-9 et 10 bis-12 : rue de Prague ;
- nos 9-11 et 12-14 : rue Charles-Baudelaire.

À l'est, la rue débouche sur la place d'Aligre.
La rue Émilio-Castelar est accessible à proximité par la ligne de métro 8 à la station Ledru-Rollin.

## Origine du nom
Elle porte le nom de l'homme politique espagnol Emilio Castelar y Ripoll (1832-1899).

## Historique
La rue Émilio-Castelar est ouverte en janvier 1904 sur les terrains de l'ancien hôpital Trousseau et prend son nom actuel par arrêté du 5 avril 1904.

## Bâtiments remarquables et lieux de mémoire
- La rue débouche sur la place d'Aligre et son marché couvert.

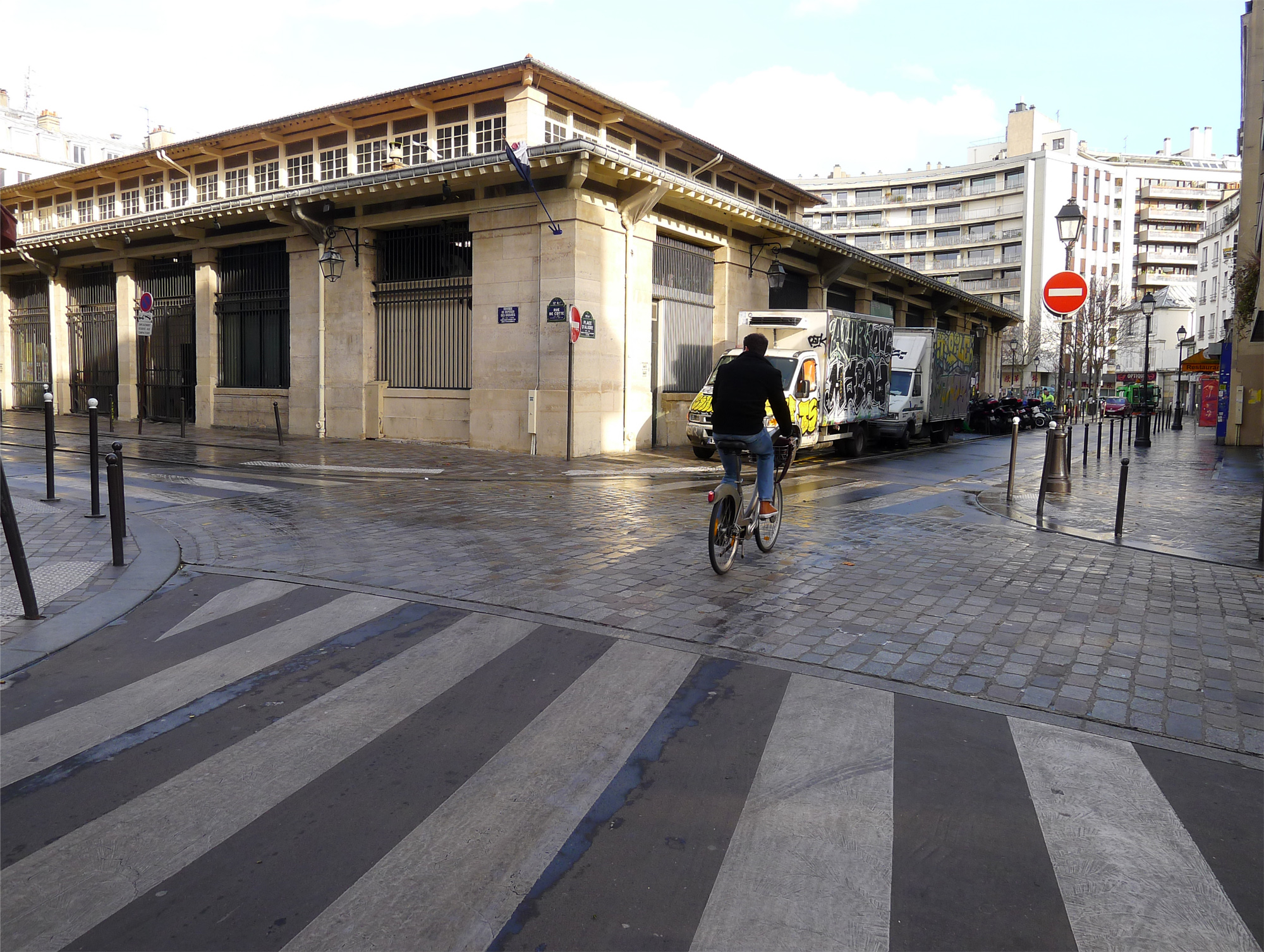
La rue débouche sur la place d'Aligre et son marché couvert.
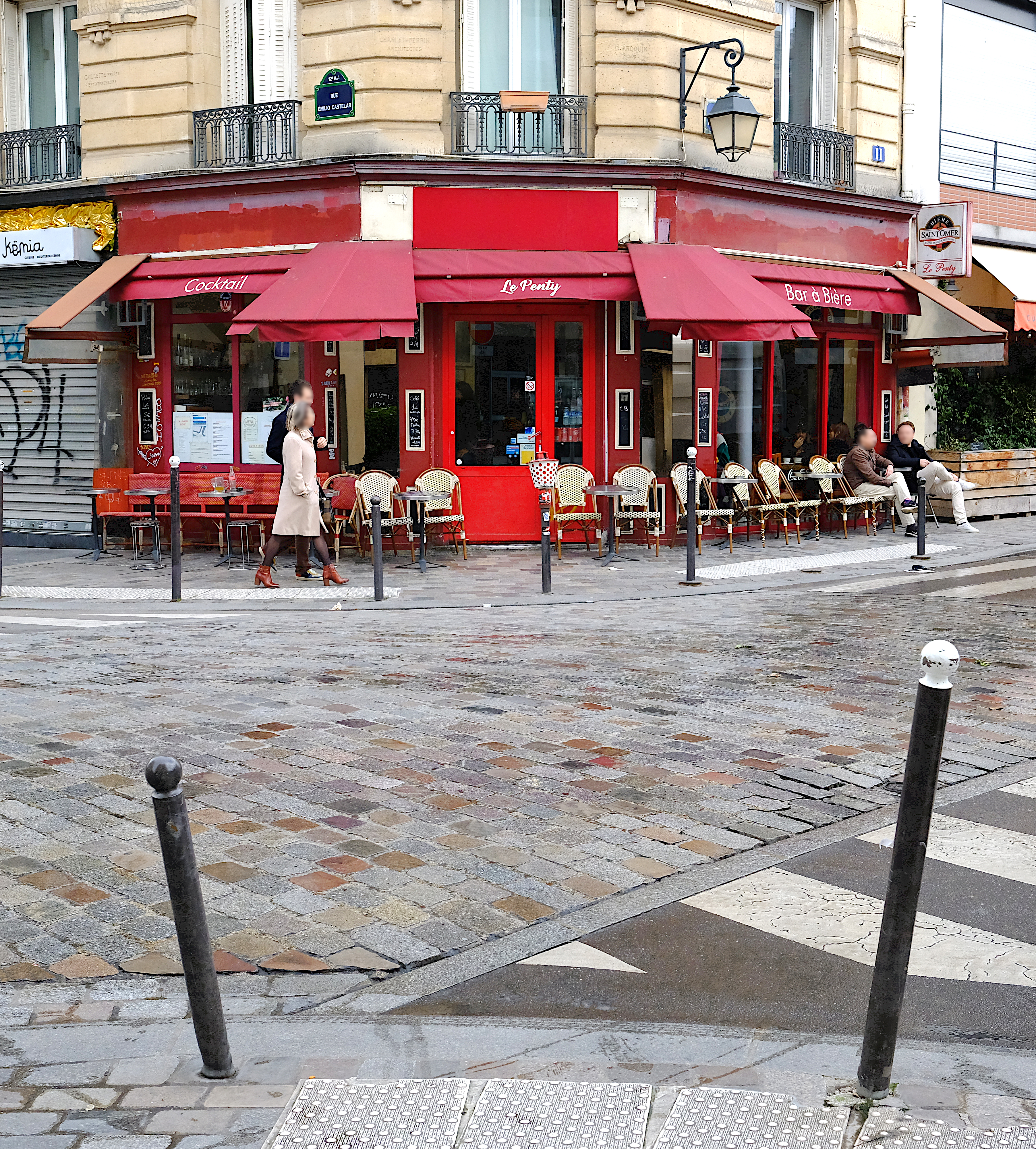
Le café "Le Penty" à l'angle des rues de Cotte et Emilio-Castelar.

- Nos 2 et 85 bis, rue de Charenton : immeuble d'angle de 1906, dont le rez-de-chaussée comporte la devanture d'une ancienne boulangerie inscrite depuis 1984 aux Monuments historiques[2]. La devanture possède des panneaux peints fixés sous verre églomisé, de T. Luc, représentant des scènes de moisson et les murs intérieurs sont recouverts de carreaux de céramique ornés d'une frise de fleurs stylisées.

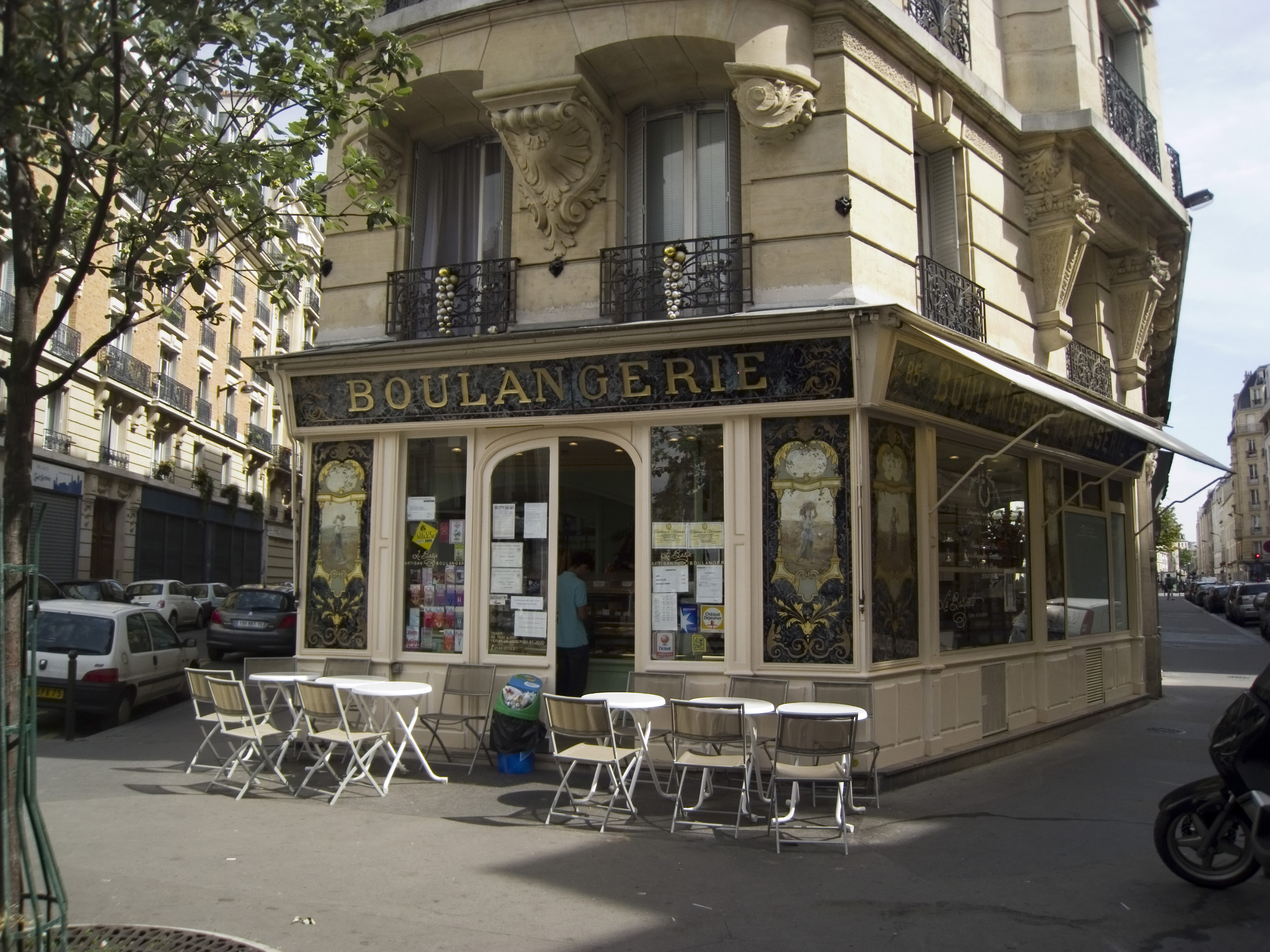
Façade de boulangerie inscrite au titre des monuments historiques, angle de la rue Émilio-Castelar (à gauche) et de Charenton (à droite).
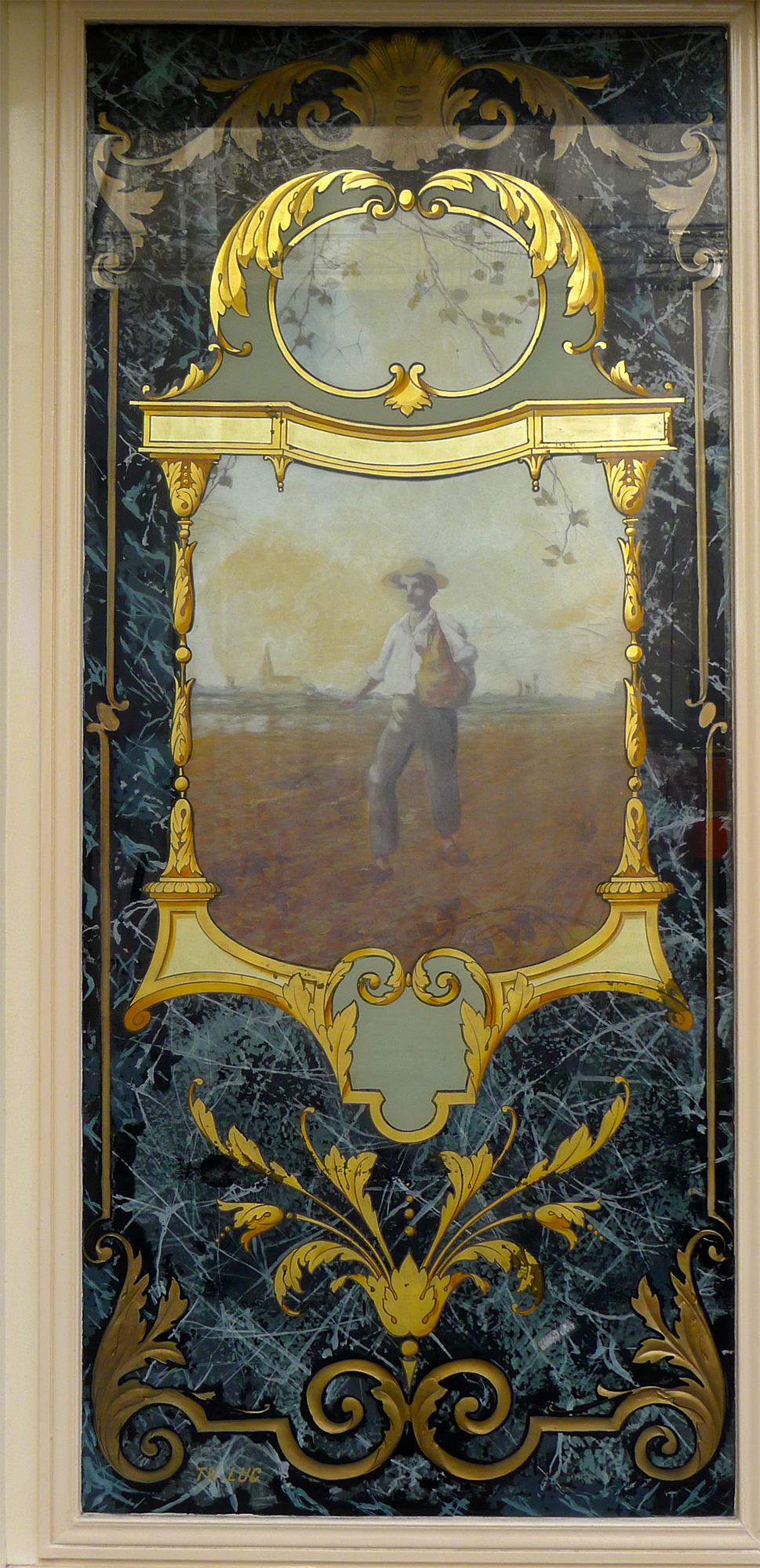
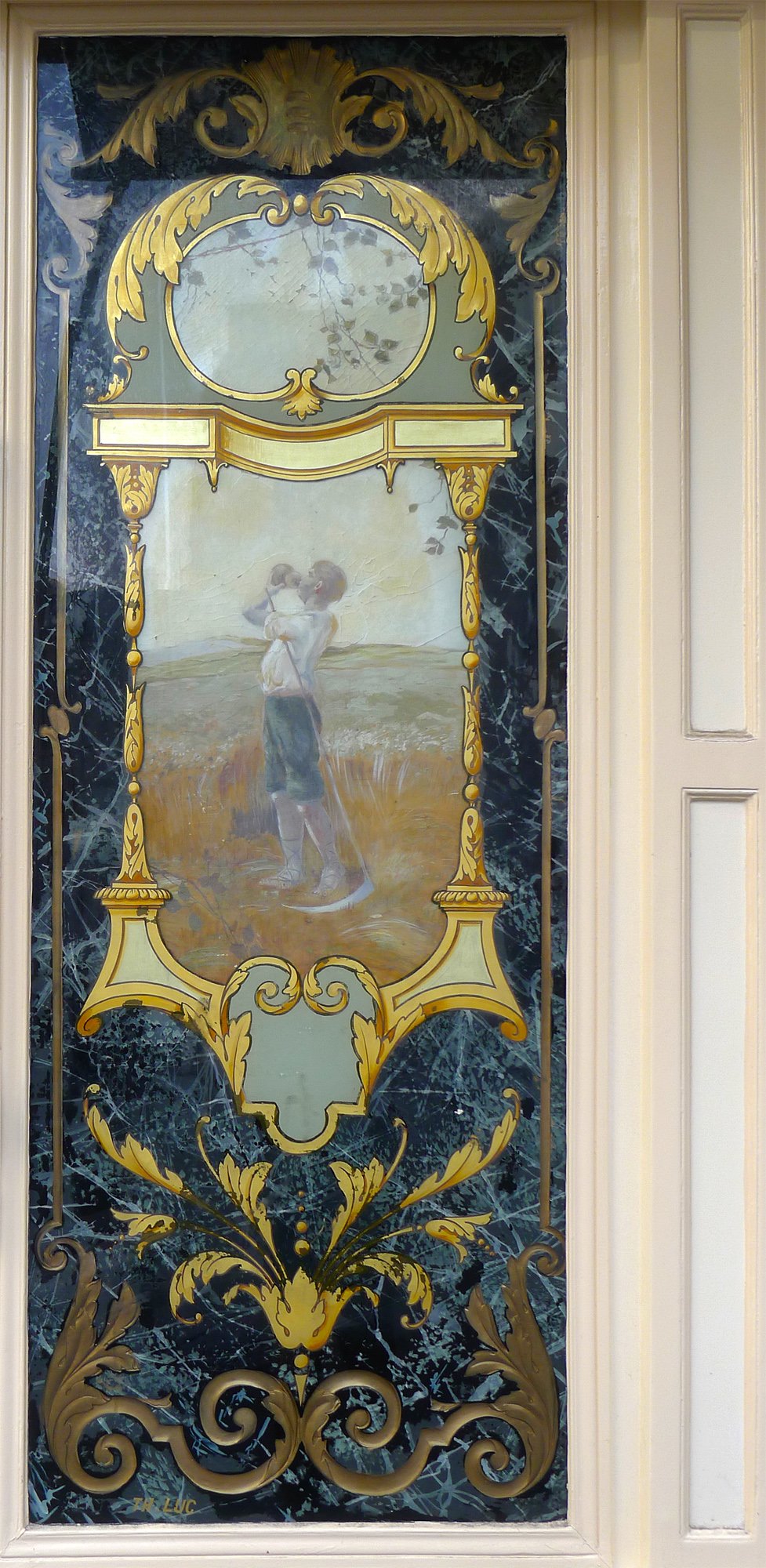
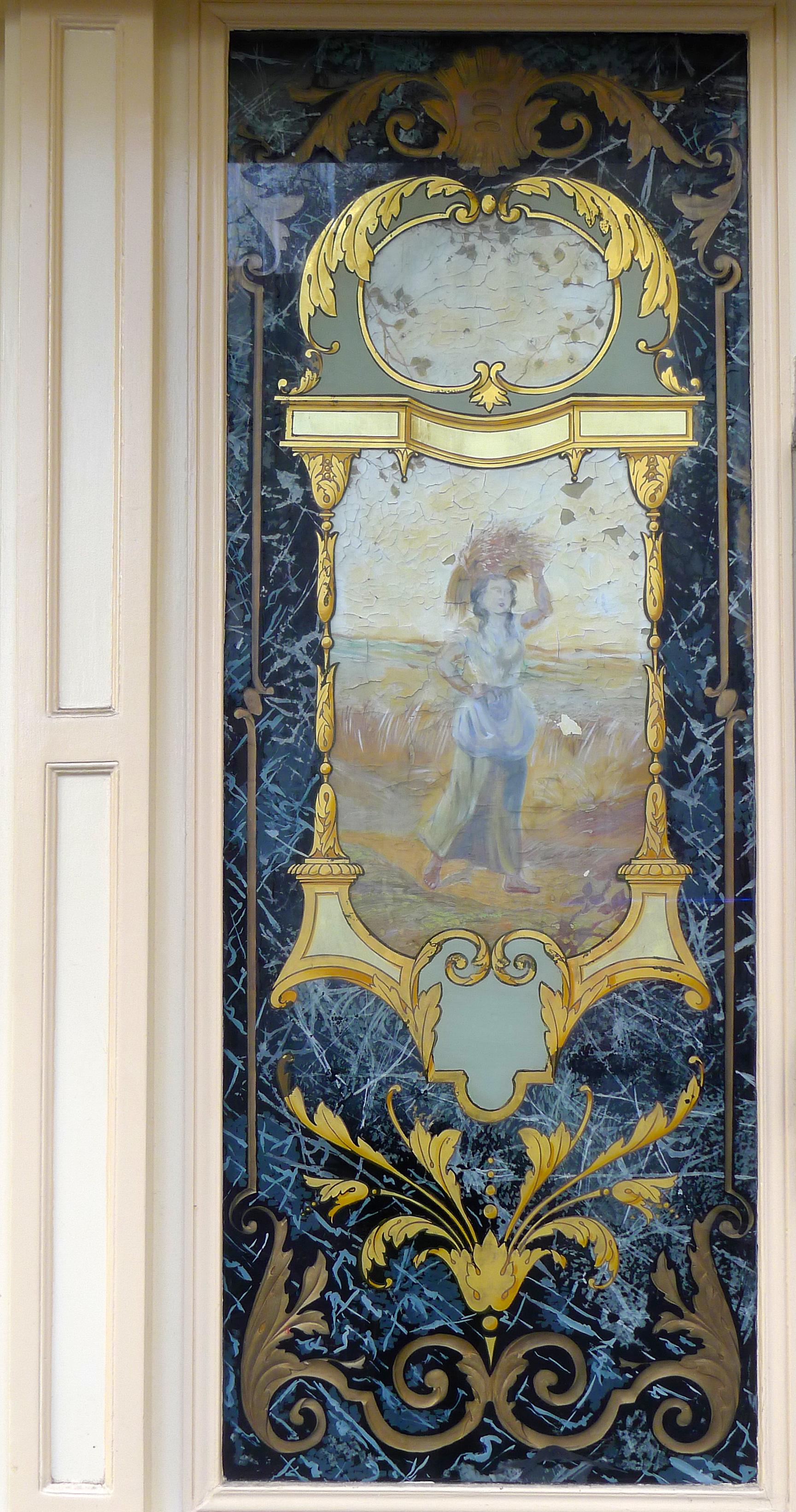